# Taufe Christi (Verrocchio)

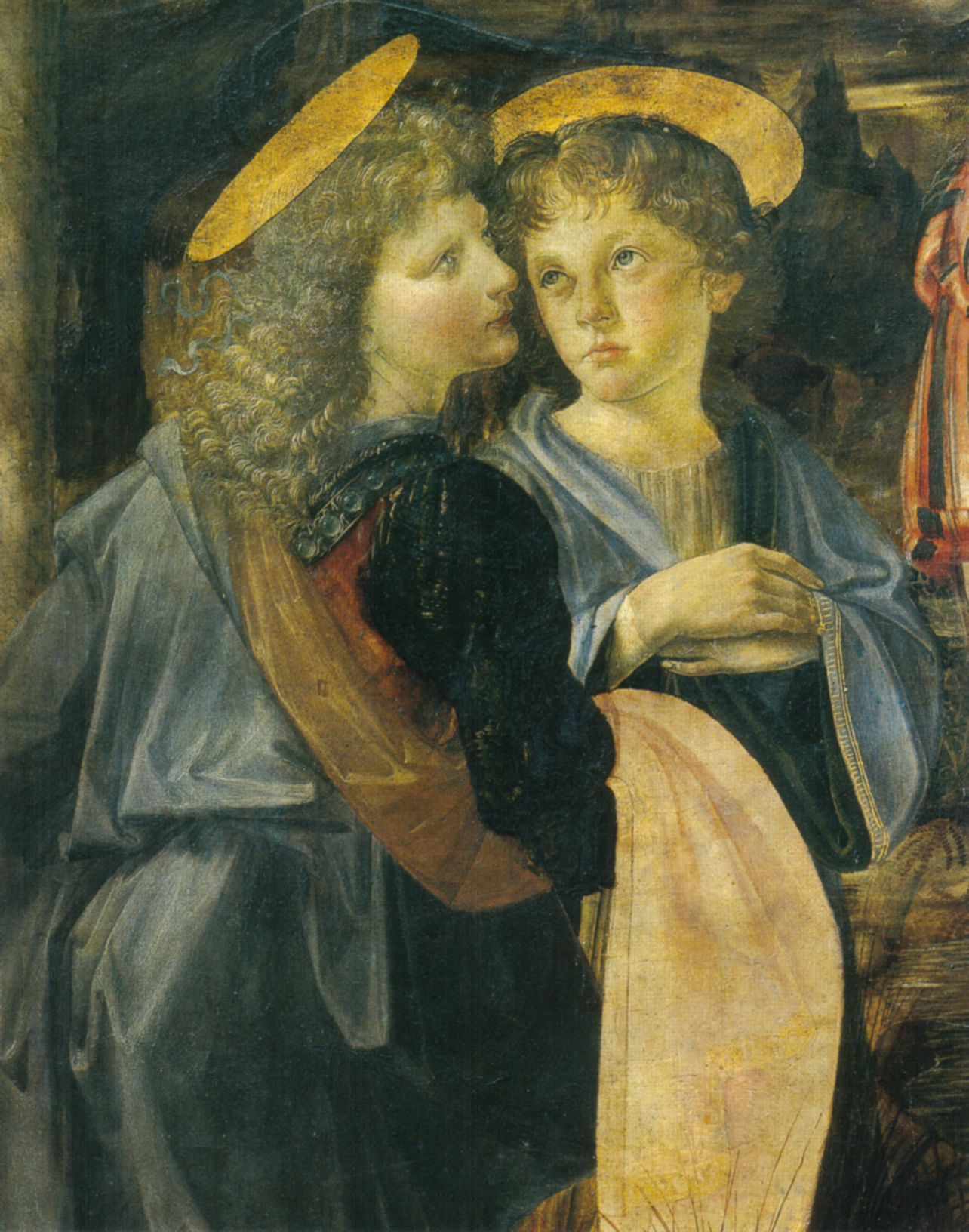
Detail der Engel, der linke von Leonardo

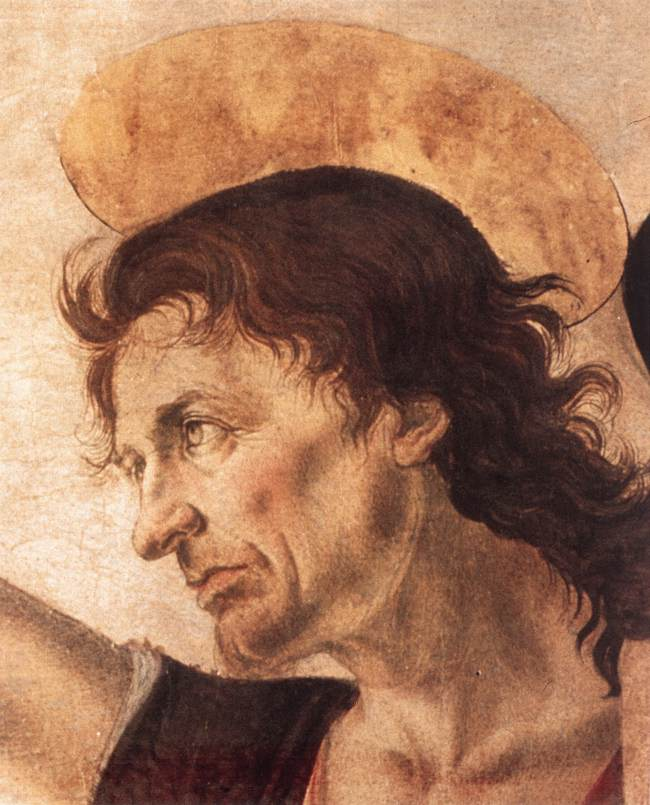
Detail

Die Taufe Christi ist ein Gemälde von Andrea del Verrocchio unter Mitarbeit des jungen Leonardo da Vinci sowie eventuell einer weiteren Person. Es ist das Hauptwerk unter den Gemälden Verrocchios und stammt aus der zweiten Hälfte des 15. Jahrhunderts.

## Auftraggeber und Entstehungszeitraum
Nach Giorgio Vasaris Überlieferung schuf Verrocchio das Gemälde als Auftragsarbeit für das Vallombrosanerkloster San Salvi in Florenz. Es ist daher eines der wenigen Gemälde, die Verrocchio sicher zugeschrieben werden können. Die kunstgeschichtliche Literatur mag sich nicht auf ein bestimmtes Entstehungsjahr festlegen, der weitest genannte Zeitraum ist von 1470 bis 1478, genannt wird etwas enger gefasst noch 1472 bis 1475, meistens der Zeitraum „um 1475“. Die Ergänzungen und Überarbeitungen da Vincis können sich noch bis in die 1480er Jahre hingezogen haben. Das Gemälde befand sich noch im 16. Jahrhundert in der Klosterkirche der Auftraggeber, heute ist es in den Uffizien.

## Darstellungsweise
Die Darstellung der Taufe Christi folgt einem traditionellen Ansatz. Die beiden Hauptfiguren stehen, der Täufling links und Johannes der Täufer rechts, im Jordan, wobei Johannes eine Schale mit Wasser über dem Kopf Christi leert. Oberhalb der beiden Zentralfiguren, deren Dominanz wohl von der hauptsächlichen Tätigkeit Verrocchios als Bildhauer kommt, sind die Hände Gottes und die Taube als Symbol des Heiligen Geistes abgebildet, gemeinsam mit der Figur des Jesus bilden sie die Dreifaltigkeit. Dem heiligen Geschehen sind zwei Engelsfiguren links beigefügt. Einer der beiden trägt ein langes, mit einer kostbaren Goldbordüre gesäumtes Tuch über dem Arm. Den Hintergrund des in drei Ebenen dargestellten Geschehens bildet eine felsige, bewaldete Landschaft hinter Johannes und eine weitläufige, ideale Flusslandschaft hinter Christus und den Engeln.

## Beteiligte Künstler
Nach Untersuchungen hat die Kunstgeschichte zwei Perioden der Entstehung nachgewiesen. Das Gemälde entstand zunächst überwiegend von der Hand Verrocchios, dieser malte in Tempera, ließ das Bild aber unvollendet. Leonardo schuf danach, Vasari zufolge, die Figur des linken Engels, er war seit etwa 1470 Schüler in der Werkstatt Verrocchios. Da Vinci verwendete kein Tempera, sondern Öl. Vasari berichtet über das weitere Geschehen: „Hierbei (dem Gemälde, Anm. des Verf.) hat ihm Leonardo da Vinci geholfen, der damals noch sehr jung und sein Schüler war; von ihm ist in jenem Gemälde ein Engel, welcher besser gelang als die übrigen Dinge; weshalb Andrea, der dies erkannte, beschloss, keinen Pinsel mehr anzurühren, da Leonardo so jung noch in dieser Kunst Besseres geleistet hatte.“. Leonardo schuf nach dem Engel, dessen Gesicht in einer Dreiviertelansicht dargestellt ist, die schon gute Kenntnisse der Verkürzung der Gesichtslinien voraussetzt, die weiteren, bis dahin unfertigen Teile, es handelt sich um die Hände des rechten Engels sowie die Flusslandschaft des Hintergrundes. Er überarbeitete noch weitere, von Verrocchio schon fertiggestellte Teile, vor allem am Körper und dem Gesicht des Täuflings. Die kunstgeschichtliche Literatur meint noch eine weitere Hand zu erkennen, wobei Teile der Literatur von Sandro Botticelli als ebenfalls beteiligtem Künstler ausgehen. Botticelli gehörte, obschon er ab etwa 1470 eine eigene Werkstatt besaß, zum Kreis der Gehilfen um Verrocchio.

## Unterschiede in den Darstellungen
Die hauptsächlichen Unterschiede in der Malweise, die an diesem Gemälde zu erkennen sind, ist die gegensätzliche Auffassung Verrocchios und Leonardos in der Lichtbehandlung und Farbgebung. Verrocchios Figuren und Anteile an der Landschaft sind von einer harten Behandlung der Oberflächen und starken Hell-Dunkel-Kontrasten gekennzeichnet, zu erkennen vor allem in der Darstellung des Johannes. Die Figur wirkt auf manche nüchtern, eine gewisse Schwerheit kann ihr attestiert werden. Leonardos Figur des Engels, der Flusslandschaft und der von ihm veränderten Teile Christi sind völlig unterschiedlich davon gearbeitet. Die Farben gehen fein abgestuft und langsam ineinander über, die bei Verrocchio harten Konturen weichen fließenden, verschwimmenden Übergängen bis zum dunstigen Hintergrund. Wurde Verrocchios klare Linienführung noch Vorbild für andere, wie etwa Filippino Lippi, so geht Leonardo, dessen erstes entscheidend von ihm geprägtes Gemälde das Bild ist, bereits andere Wege. Das von ihm entwickelte Sfumato ist bereits erkennbar, aber zu diesem Zeitpunkt war er noch der „unruhige Schüler“.